# Krönung von Elisabeth II.

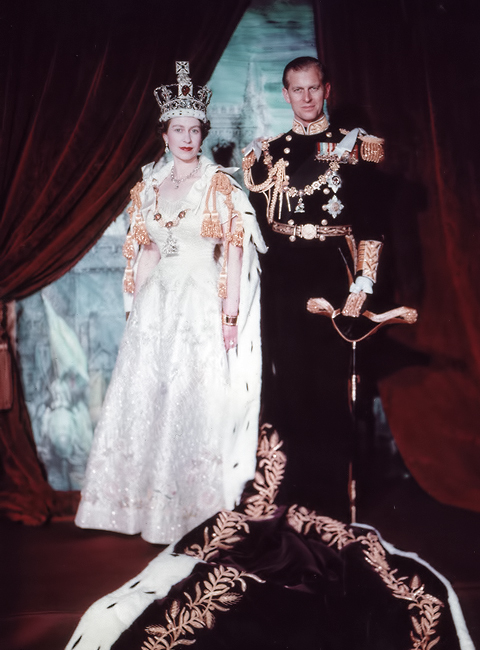
Königin Elisabeth II. und Prinzgemahl Philip, Duke of Edinburgh nach der Krönung

Die Krönung von Elisabeth II. zur Königin des Vereinigten Königreichs, Kanadas, Australiens, Neuseelands, Südafrikas, Pakistans und Ceylons fand am 2. Juni 1953 in der Westminster Abbey in London statt. Proklamiert wurde Elisabeth zur Königin jedoch schon ein Jahr vorher am 6. Februar 1952, nachdem ihr Vater George VI. verstorben war. Gründe dafür waren die Tradition, keine Feierlichkeiten in der Trauerzeit nach dem Tod eines Monarchen zu veranstalten, und die aufwendigen Vorbereitungen der Zeremonie. Während des Gottesdienstes legte Elisabeth den Eid ab, dass sie die Völker nach ihren jeweiligen Gesetzen und Gebräuchen regieren wird, wurde mit heiligem Öl gesalbt, erhielt die Insignien und wurde zur Königin gekrönt. Der Gottesdienst und die Krönung fanden durch den damaligen Erzbischof von Canterbury, Geoffrey Fisher, statt.
Anlässlich der Krönung wurden im Commonwealth Realm Feierlichkeiten organisiert und die Queen Elizabeth II Coronation Medal, eine Ehrenauszeichnung, wurde verliehen. Es war die erste Krönung eines britischen Monarchen, die im Fernsehen übertragen wurde. Zudem entstand mit Eine Königin wird gekrönt ein Dokumentarfilm.

## Vorbereitungen

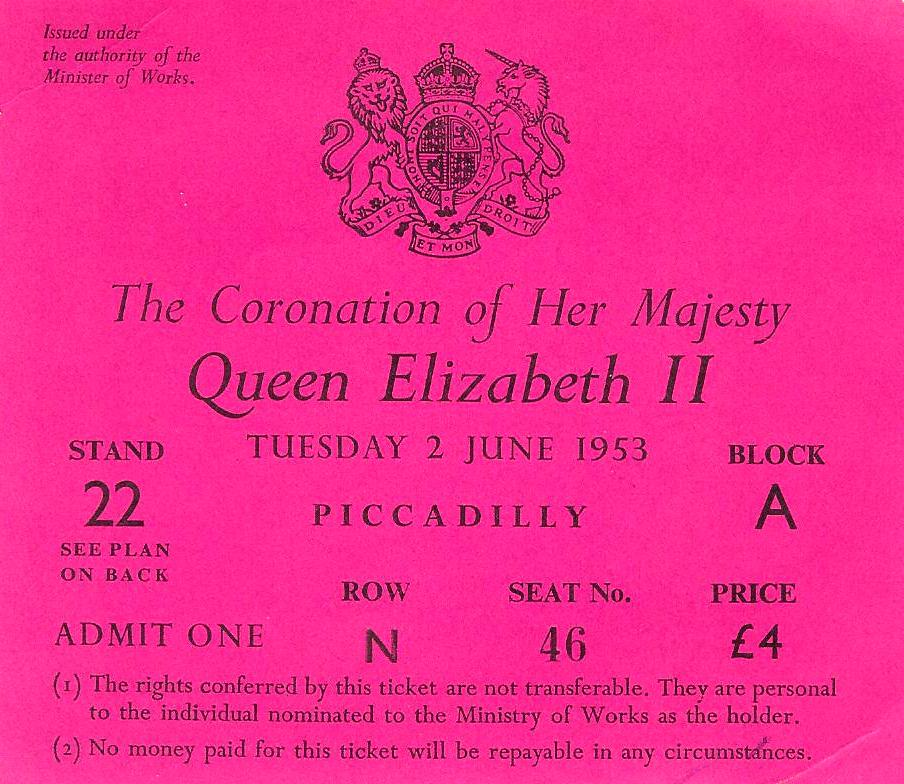
Eintrittskarte für die Übertragung der Zeremonie am Piccadilly Circus

Der Krönung gingen 14 Monate der Planung voraus. Das erste Treffen der Coronation Commission fand im April 1952 unter dem Vorsitz von Philip, Duke of Edinburgh, dem Ehemann der Königin, statt. Des Weiteren gab es noch das Coronation Joint Committee und das Coronation Executive Committee. Beide standen unter dem Vorsitz des Herzogs von Norfolk. Die dekorativen Vorbereitungen wurden von David Eccles, dem damaligen Minister für die Künste, geleitet.
Im Juni 1952 gab die Coronation Commission bekannt, dass die Krönung erst ein Jahr später, am 2. Juni 1953, stattfinden soll. Nach dem Tod Königin Marys am 24. März 1953 wurden die Planungen und der Termin der Krönung – auf Wunsch der Verstorbenen – nicht verschoben.
Elisabeth II. beauftragte den britischen Modeschöpfer Norman Hartnell, alle Mitglieder der Königsfamilie einzukleiden sowie ihr Kleid zu designen. Hartnell präsentierte der Königin neun verschiedene Kleider, diese entschied sich am Ende für eines, das die Nationalblumen aller Commonwealth-Staaten enthält.
Um sich an das Tragen und das Gewicht einer Krone gewöhnen zu können, trug Elisabeth die Imperial State Crown während des Alltags.
Elisabeth nahm am 22. und am 29. Mai an den Proben für die Krönung in der Westminster Abbey persönlich teil. Sonst vertrat Bernard Fitzalan-Howard, 16. Duke of Norfolk die Königin bei den Proben, welcher die Krönung selbst auch organisierte.

## Krönung
Die Krönungszeremonie von Elisabeth II. folgte einem ähnlichen Muster wie die Krönungen der Könige und Königinnen vor ihr und wurde dementsprechend in der Westminster Abbey und unter Beteiligung der Peerage und des Klerus durchgeführt. Für die neue Königin waren jedoch mehrere Teile der Zeremonie deutlich anders. Die Krönung der Königin war die erste, die im Fernsehen übertragen wurde und war auch die erste große internationale Veranstaltung, die ausgestrahlt wurde. Es gab eine beträchtliche Debatte innerhalb des britischen Kabinetts zu diesem Thema, mit Premierminister Winston Churchill gegen die Idee. Aber Elisabeth lehnte den Rat ihres Premierministers in dieser Angelegenheit ab und bestand darauf, dass das Ereignis vor den Fernsehkameras stattfand. Das Ereignis wurde auch in Farbe gefilmt, getrennt von der Schwarz-Weiß-Fernsehübertragung der BBC. Millionen von Menschen in Großbritannien sahen die Krönung live. Währenddessen wurde die Aufzeichnung der Zeremonie mit einer English Electric Canberra der Royal Air Force über den Atlantik geflogen, um sicherzustellen, dass die Kanadier das Ereignis am selben Tag in der Ausstrahlung vom kanadischen Rundfunk sehen konnten. Dies waren die ersten Nonstopflüge zwischen Großbritannien und dem kanadischen Festland. In Goose Bay, Labrador, wurde der Film für die nächste Etappe der Reise nach Montreal von einem Kampfjet der Royal Canadian Air Force, einer CF-100, übernommen. Insgesamt wurden drei solcher Staffeln durchgeführt, je weiter die Krönung fortschritt.

### Prozession
Entlang einer Route von Matrosen, Soldaten, Fliegern und Frauen aus dem gesamten Britischen Empire und dem Commonwealth kamen Gäste und Beamte in einer Prozession vorbei, bevor sich etwa drei Millionen Zuschauer in den Straßen Londons versammelten. Für diejenigen, die nicht anwesend sein konnten, wurden mehr als 200 Mikrofone entlang des Wegs und in Westminster Abbey stationiert, mit 750 Kommentatoren, die Berichterstattungen in 39 Sprachen ausstrahlten. Mehr als zwanzig Millionen Zuschauer auf der ganzen Welt beobachteten die Berichterstattung.
Die Prozession umfasste ausländische Adlige und Staatsoberhäupter, die zur Westminster Abbey in verschiedenen Kutschen fuhren. Die erste königliche Kutsche verließ den Buckingham Palace und fuhr die Mall hinunter, die voller fahnenschwenkender und jubelnder Menschenmassen war. Es folgte die Irish State Coach, mit Königin Elisabeth, die Königinmutter. Königin Elisabeth II. fuhr vom Buckingham Palace durch London über den Trafalgar Square in Richtung Westminster Abbey in der Gold State Coach. An den Schultern ihres Kleides trug die Königin die Robe of State, einen 5,5 Meter langen, handgewebten Seidensamtmantel, der mit kanadischem Hermelin ausgekleidet war und zum Tragen die Unterstützung der Königinjungfrauen – Lady Jane Vane Tempest, Lady Anne Coke, Lady Moyra Hamilton, Lady Mary Baillie-Hamilton, Lady Jane Heathcote-Drummond-Willoughby, Lady Rosemary Spencer-Churchill und die Herzogin von Devonshire benötigte.
Der Rückzug folgte in einer acht Kilometer langen Route durch Whitehall, den Trafalgar Square, die Pall Mall, den Hyde Park Corner, den Marble Arch, den Oxford Circus und schließlich die Mall hinunter zum Buckingham Palace. 10.000 Polizeikräfte aus dem Commonwealth und dem Empire marschierten in einer Prozession, die 3,2 Kilometer lang war und 45 Minuten benötigte. Weitere 15.800 säumten die Strecke. Die Parade wurde von Colonel Burrows vom Kriegsministerium und vier Regimentskapellen geleitet. Dann kamen die Kolonialkontingente, dann Truppen aus den Commonwealth-Reichen, gefolgt von der Royal Air Force, der britischen Armee, der Royal Navy und schließlich der Household Brigade. Hinter den marschierenden Truppen war eine Kutschprozession, geführt von den Herrschern der britischen Protektorate, einschließlich der Königin von Tonga, den Premierministern des Commonwealth, den Prinzen und Prinzessinnen und der Königinmutter. Es folgten höchstrangige Mitglieder der britischen Streitkräfte zu Pferde vor der Gold State Coach, die von den Yeomen of the Guard und der Household Cavalry eskortiert wurde. Danach folgte der Aides-de-Camp der Queen.

### Gäste

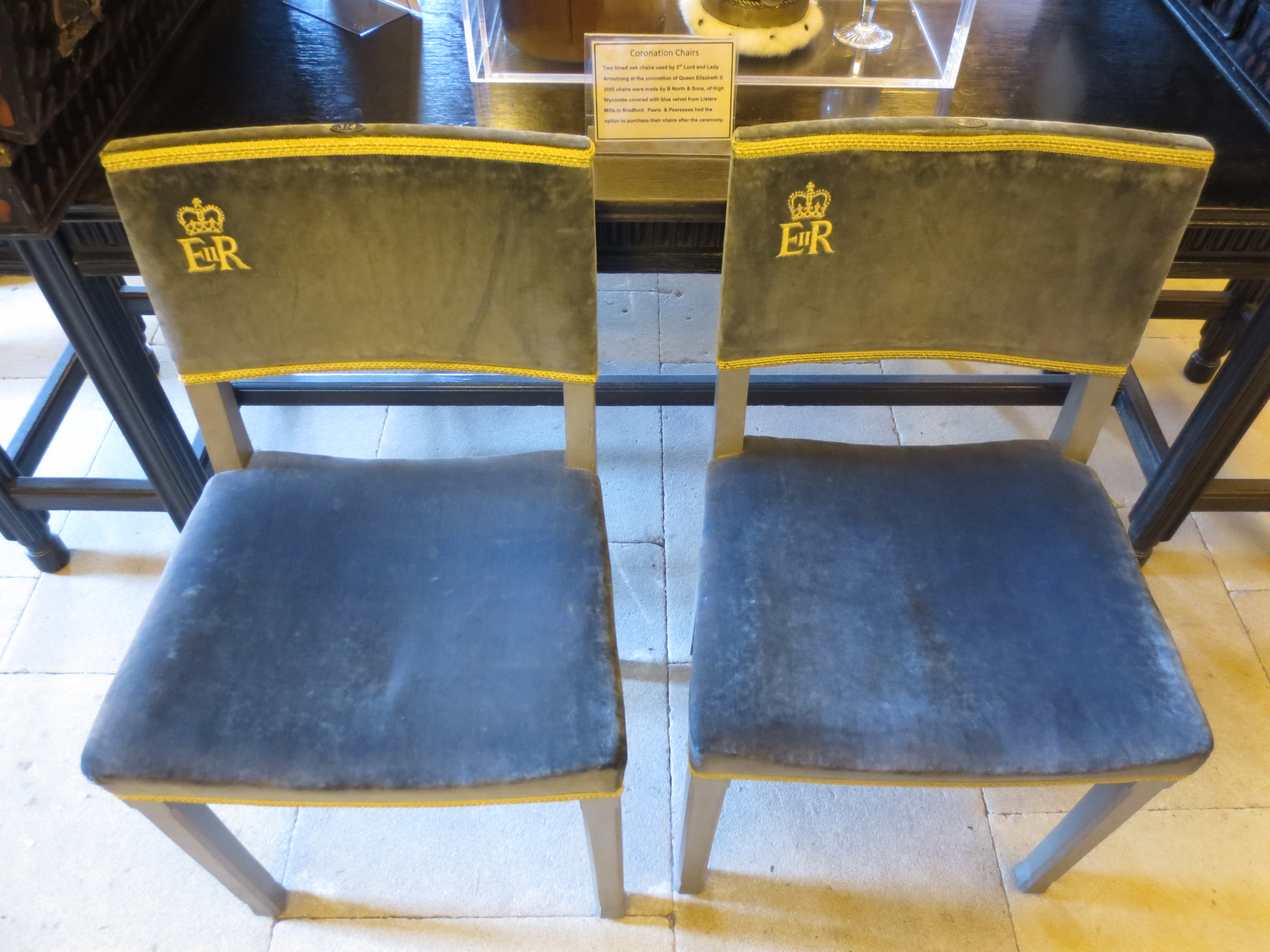
Stühle der Krönung

Nachdem die Westminster Abbey seit der Thronbesteigung der Königin für die Krönungsvorbereitungen geschlossen war, wurde sie um 6 Uhr am Krönungstag für die rund 8.000 eingeladenen Gäste aus dem Commonwealth of Nations geöffnet. Prominentere Persönlichkeiten wie Mitglieder der königlichen Familie und ausländischer Königshäuser, Staatsoberhäupter, Mitglieder der Parlamente kamen nach 8:30 Uhr an. Tongas Königin Salote Tupou III. war ebenfalls Gast und wurde wegen ihres freundlichen Verhaltens während der Fahrt in einem offenen Wagen durch London im Regen besonders wahrgenommen. General George Marshall, US-Außenminister, der den Marshall-Plan umsetzte, wurde zum Vorsitzenden der US-Delegation bei der Krönung ernannt und nahm zusammen mit seiner Frau Katherine an der Zeremonie teil.
Gäste, die auf Hockern saßen, konnten ihre Stühle nach der Zeremonie kaufen.
Siehe auch Liste der Teilnehmer an der Krönungsprozession 1953.

### Zeremonie

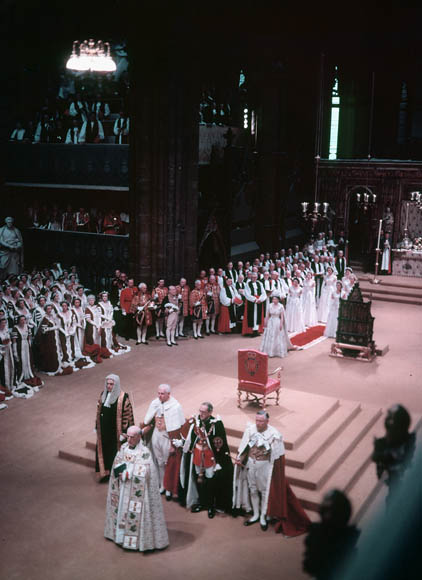
Elisabeth passiert den Krönungsstuhl

Der Königin in die Westminster Abbey vorausgehend war die St. Edward’s Crown, die vom Lord High Steward von England in die Westminster Abbey getragen wurde und der Viscount Cunningham von Hyndhope, während der Erzbischof und die Bischöfe der Church of England vor der Großen Westtür auf die Ankunft der Königin warteten. Als die Königin gegen 11:00 Uhr ankam, fand sie, dass die Reibung zwischen ihren Roben und dem Teppich sie am Vorwärtsgehen behinderte. Sie sagte dem Erzbischof von Canterbury, Geoffrey Fisher, Bring mich in Gang! (eng. Get me started!) Als Elisabeth betete und sich dann auf den Chair of Estate südlich des Altars setzte, trugen die Bischöfe die religiösen Utensilien – die Bibel, die Patene und den Kelch – und die Peers, die die Krönungsinsignien hielten, übergaben sie dem Erzbischof von Canterbury, der sie wiederum an den Dekan von Westminster, Alan Campbell Don, weiterleitete, um sie auf den Altar zu stellen.

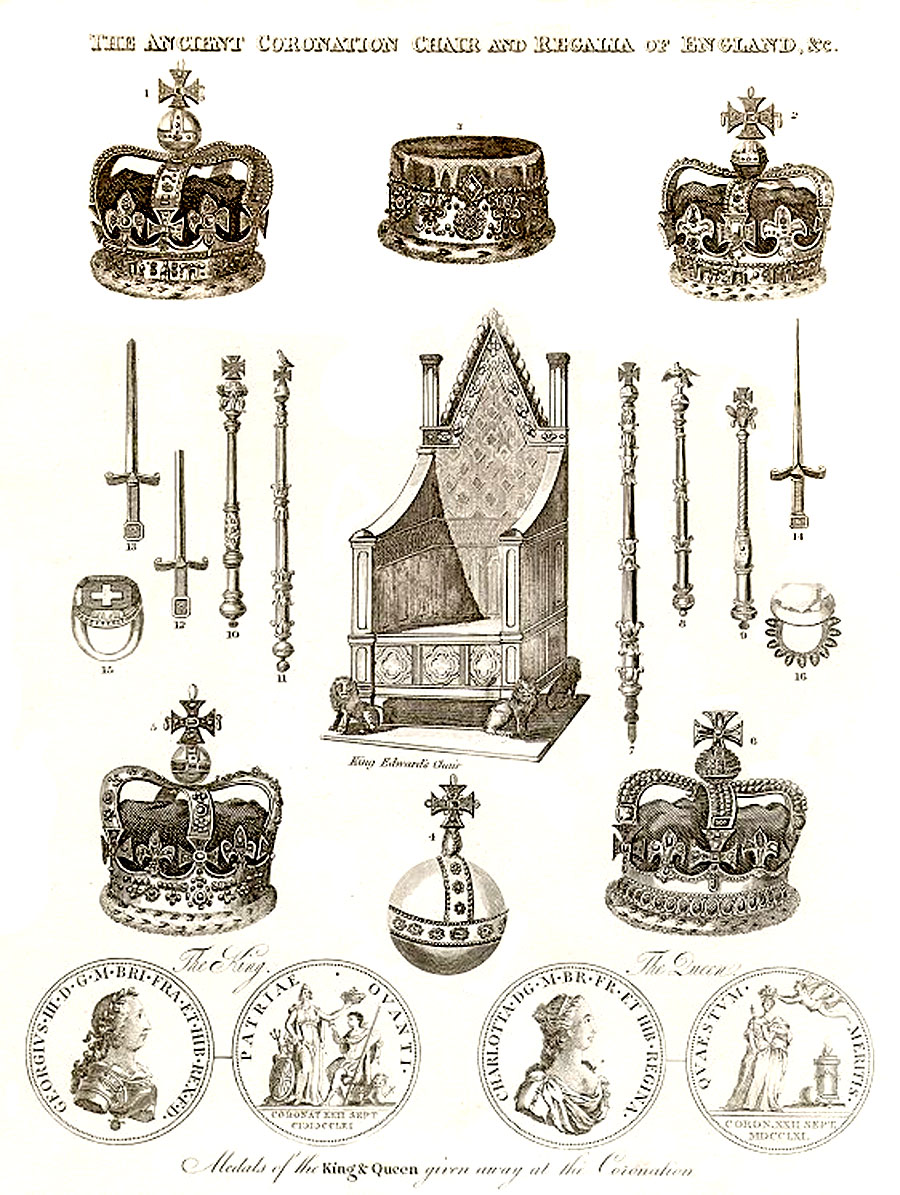
Die Krönungsinsignien

Nachdem die Königin vor dem King Edward’s Chair (Krönungsstuhl) stand, drehte sie sich um, gefolgt von Fisher, zusammen mit dem Lord High Chancellor von Großbritannien (Lord Viscount Simonds), Lord Great Chamberlain of England (der Marquis von Cholmondeley), und der Earl Marshal des Vereinigten Königreichs (der Herzog von Norfolk), die alle vom Garter Principal King of Arms (George Bellew) geführt wurden, fragten das Publikum in jeder Richtung getrennt: „Sirs, ich bin hier, Königin Elisabeth, Eure unzweifelhafte Königin. Darum, alle, die heute gekommen sind, um Eure Huldigung und Euren Dienst zu tun, seid ihr bereit, dasselbe zu tun?“ Die Menge würde jedes Mal „God save Queen Elizabeth“ antworten, zu jedem von denen die Königin im Gegenzug knicksen würde.
Elisabeth, die wieder auf dem Chair of Estate saß, schwor den Krönungseid, der vom Erzbischof von Canterbury abgenommen wurde. In dem langen Eid schwor die Königin, jedes ihrer Länder nach ihren jeweiligen Gesetzen und Gebräuchen zu regieren, Gesetz und Gerechtigkeit mit Gnade zu messen, den Protestantismus im Vereinigten Königreich aufrechtzuerhalten und die Church of England zu schützen und ihre Bischöfe und Kleriker zu bewahren. Sie ging zum Altar und sagte: „Die Dinge, die ich hier versprochen habe, werde ich ausführen und behalten. So helfe mir Gott.“ Von ihm nahm der Vorsitzende der Generalversammlung der Church of Scotland, James Pitt-Watson, die Bibel und überreichte sie der Königin erneut, indem er sagte: „Unsere gnädige Königin: Eure Majestät möge stets auf das Gesetz und das Evangelium achten. Gott als die Regel für das ganze Leben und die Regierung der christlichen Prinzen stellen wir Ihnen dieses Buch vor, das Wertvollste, das diese Welt gewährt. Hier ist die Weisheit. Dies ist das königliche Gesetz. Dies sind die lebendigen Orakel Gottes.“ Elisabeth gab das Buch an Pitt-Watson zurück, der es dem Dekan von Westminster zurückgab.
Dann wurde der Abendmahlsgottesdienst mit Gebeten des Klerus und Elisabeths abgehalten, und Fisher fragte: „O Gott, gewähre deinem Diener Elisabeth, unserer Königin, den Geist der Weisheit und der Regierung, dass sie dir mit ganzem Herzen ergeben ist. Mit Herz kann sie so klug regieren, dass deine Kirche in Sicherheit sein kann, und christliche Hingabe in Frieden fortsetzen kann.“ Bevor sie verschiedene Auszüge aus dem ersten Brief von Petrus, Psalmen und dem Evangelium von Matthäus lesen, wurde Elisabeth gesalbt, als Zadok the Priest gesungen wurde. Der Schmuck der Königin und der karmesinrote Umhang wurden vom Earl of Ancaster und der Mistress of the Robes, der Herzogin von Devonshire, entfernt. Sie trug nur ein einfaches weißes Leinenkleid, das ebenfalls von Hartnell entworfen worden war, um das Krönungskleid vollständig zu bedecken. Fisher machte, unterstützt vom Dekan von Westminster, ein Kreuz auf der Stirn der Königin mit heiligem Öl. Das Öl bestand aus der gleichen Basis, wie es bei der Krönung ihres Vaters verwendet worden war.
Vom Altar aus überreichte der Dekan dem Lord Great Chamberlain die Sporen, die der Königin überreicht und dann wieder auf den Altar gelegt wurden. Das Staatsschwert wurde dann Elisabeth übergeben, die, nach einem Gebet von Fisher, es selbst auf den Altar legte, und der Peer, der es vorher gehalten hatte, nahm es wieder zurück, nachdem er eine Summe von 100 Schilling bezahlt hatte. Die Königin wurde dann mit den Armills (Armreifen), Stole Royal, Robe Royal und der Sovereign’s Orb, gefolgt vom Ring der Königin, dem Zepter des Herrschers mit dem Kreuz und dem Szepter des Herrschers ausgestattet. Mit den ersten beiden Insignien auf und in ihrer rechten Hand und der letzteren in ihrer Linken wurde Königin Elisabeth vom Erzbischof von Canterbury gekrönt, mit der Menge „God Save the Queen“ dreimal in dem Moment rufend, als die Edwardskrone den Kopf der Monarchin berührte. Anschließend wurden 21 Salutschüsse aus dem Tower of London abgefeuert.
Mit dem Segensspruch zog Elisabeth auf den Thron und der Erzbischof von Canterbury und alle Bischöfe boten ihr ihre Treue an. Anschließend, während der Chor sang, gingen der Ehemann der Königin sowie Prinz Henry, Herzog von Gloucester und Prinz Edward, Herzog von Kent zur Königin vor, um ihre persönliche Huldigung und Loyalität zu zeigen. Als der letzte Herzog diese Aufgabe erledigt hatte, rief die Versammlung: „Gott, Königin Elisabeth. Es lebe Königin Elisabeth. Möge die Königin für immer leben!“ Nachdem Elisabeth ihr königliches Ornat entfernt hatte, kniete sie nieder und empfing die Kommunion.
Jetzt trug sie die Imperial State Crown und hielt das Zepter mit dem Kreuz und der Kugel, und als die versammelten Gäste God Save the Queen sangen, verließ Elisabeth Westminster Abbey durch das Langhaus und die Apsis, die Great West Door.

### Musik
Obwohl viele angenommen hatten, dass der Master of the Queen’s Music, Arnold Bax, der Vorsitzende der Musik für die Krönung sein würde, wurde stattdessen beschlossen, den Organisten und Meister der Chorsänger in der Abtei, William McKie, zu ernennen. McKie war auch verantwortlich für die Musik der königlichen Hochzeit 1947. McKie berief einen beratenden Ausschuss mit Arnold Bax und Ernest Bullock ein, dieser war verantwortlich für die Musik der vorherigen Krönung.
Wenn es um die Wahl der Musik ging, verlangte die Tradition, dass Händels Zadok der Priester und Parrys Ich war froh zu den Hymnen gehörten. Weitere Chorwerke kamen aus dem 16. Jahrhundert: Freut euch immer auf den Herrn und Samuel Sebastian Wesleys Ihr werdet ihn in vollkommenem Frieden halten. Eine andere Tradition war, dass neue Werke von den führenden Komponisten der aktuellen Zeit in Auftrag gegeben wurden: Ralph Vaughan Williams komponierte eine neue Motette O Taste and See, William Walton komponierte eine Vertonung für das Te Deum, und der kanadische Komponist Healey Willan schrieb die Hymne O Lord our Governor. Vier neue Orchesterstücke waren geplant. Edward Elgars Pomp and Circumstance March No. 1 in D wurde unmittelbar vor Bax’ Marsch am Ende der Zeremonie gespielt. Eine Neuerung, auf Anregung von Vaughan Williams, war die Einbeziehung eines von der ganzen Gemeinde gesungenen Liedes. Diese Neuerung war zunächst umstritten und wurde nicht in das Programm aufgenommen, bis die Königin konsultiert worden war und sich dafür ausgesprochen hatte. Vaughan Williams schrieb ein kompliziertes Arrangement des traditionellen metrischen Psalms Old 100th, das militärische Trompetenfanfaren einschloss und zum Offertorium vor dem Abendmahl gesungen wurde.
Der Chor für die Krönung war eine Kombination aus den Chören der Westminster Abbey, der St Paul’s Cathedral, der Chapel Royal und der St George’s Chapel in Windsor.

## Feierlichkeiten und Denkmäler

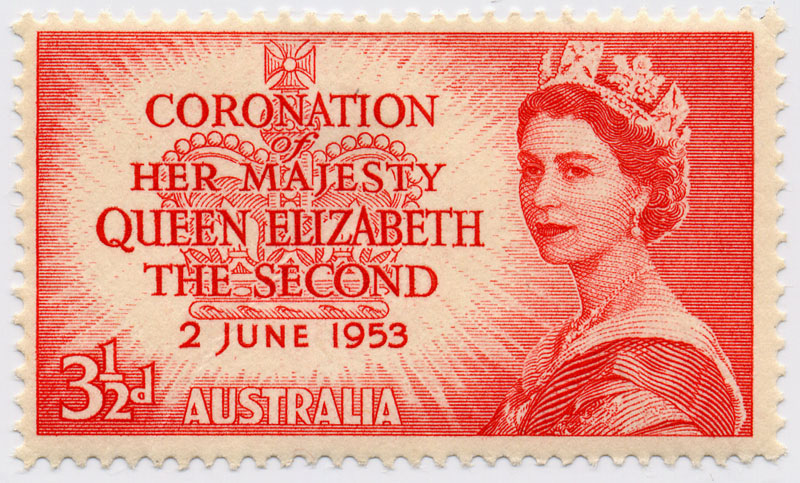
Australische Briefmarke anlässlich der Krönung

Überall, wo die Königin regiert, fanden Krönungsfeiern statt. Die Queen Elizabeth II Coronation Medal wurde auch Tausenden überreicht und in Kanada, Neuseeland, Südafrika und dem Vereinigten Königreich wurden Gedenkmünzen ausgegeben. Drei Millionen Bronze-Krönungsmedaillons wurden von der kanadischen Regierung bestellt und von der Royal Canadian Mint an Schulkinder im ganzen Land verteilt. Die Vorderseite zeigte Elisabeths Abbild und umgekehrt die königliche Chiffre über dem Wort CANADA, die alle von ELIZABETH II REGINA CORONATA MCMLIII umschrieben wurden.
Wie bei der Krönung von George VI wurden Eicheln von Eichen im Windsor Great Park, in der Nähe von Windsor Castle, im Commonwealth verschifft und in Parks, Schulhöfen, Friedhöfen und privaten Gärten gepflanzt, um zu Royal Oaks oder Coronation Oaks zu werden.
In London veranstaltete die Königin ein Krönungsessen, für das das Rezept Coronation Chicken entwickelt wurde. Außerdem wurden Straßenpartys im ganzen Vereinigten Königreich veranstaltet. Das Krönungsturnier fand im Mai im Hampden Park in Glasgow statt. Zwei Wochen vor der Krönung wurde das Kinderliteraturmagazin Collins Magazine in The Young Elizabethan umbenannt. Die Nachricht, dass Edmund Hillary und Tenzing Norgay den Gipfel des Mount Everest erreicht hatten, kam am Krönungstag in Großbritannien an; die neuseeländischen, amerikanischen und britischen Medien nannten es „ein Krönungsgeschenk für die neue Königin“.
Militärische Zapfenstreiche, Pferderennen, Paraden und Feuerwerke wurden in Kanada veranstaltet. Der Generalgouverneur des Landes, Vincent Massey, proklamierte den Tag zu einem Nationalfeiertag und leitete Feiern auf dem Parliament Hill in Ottawa, wo die Krönungsrede der Königin ausgestrahlt wurde und ihre persönliche königliche Standarte am Friedensturm wehte. Später fand ein öffentliches Konzert auf dem Parliament Hill statt und der Generalgouverneur veranstaltete einen Ball in der Rideau Hall. In Neufundland wurden 90.000 Schachteln mit Süßigkeiten an Kinder verteilt, einige von ihnen wurden von der Royal Canadian Air Force abgeworfen. Eine multikulturelle Show wurde am Exhibition Place in Toronto veranstaltet. Square Dance und Ausstellungen fanden in den Provinzen statt und in Vancouver führte die chinesische Gemeinde einen öffentlichen Löwentanz auf. Auf der koreanischen Halbinsel feierten kanadische Soldaten, die im Korea-Krieg dienten, den Tag, indem sie rote, weiße und blaue Rauchschalen auf den Feind feuerten und Rum-Rationen tranken.